# Dichocarpum arisanense
Dichocarpum arisanense är en ranunkelväxtart som först beskrevs av Bunzo Hayata, och fick sitt nu gällande namn av Wen Tsai Wang och P.K. Hsiao. Dichocarpum arisanense ingår i släktet Dichocarpum och familjen ranunkelväxter. Inga underarter finns listade i Catalogue of Life.